# Llista de compostos químics
Llistat de compostos químics, ordenats alfabèticament, i amb la seva fórmula empírica.
| Índex A B C D E F G H I J K L M N O P Q R S T U V W X Y Z |

## A
- Acetona - H₃CCOCH₃
- Àcid acètic - CH₃COOH
- Àcid bòric - H₃BO₃
- Àcid carbònic - H₂CO₃
- Àcid clorós - HClO₂
- Àcid cròmic - H₂CrO₄
- Àcid fòrmic - HCOOH
- Àcid metabòric - HBO₂
- Àcid nítric - HNO₃
- Àcid nitrós - HNO₂
- Àcid cianhídric - HCN
- Àcid propanoic - C₃H₆O₂
- Àcid sulfúric - H₂SO₄
- Aigua - H₂O
- Amoníac - NH₃

## B
- Benzè - C₆H₆
- Butà - C₄H10
- Borà - BH₃

## C
- Carbonat de calci - CaCO₃
- Cianur de sodi - NaCN
- Cianur de magnesi - Mg(CN)₂
- Cloroform - CHCl₃
- Clorur de sodi - NaCl

## D
- Diòxid de carboni - CO₂
- Diòxid de sofre - SO₂

## E
- Etanol - CH₃CH₂OH
- Etè - C₂H₄

## F
- Formaldehid - HCHO

## G
- Glucosa - C₆H₁₂O₆
- Glicerina - (CH₂OH₂)₃
- Glicina - NH₂CH₂COOH

## H
- Hidròxid d'alumini - Al(OH)₃
- Hidròxid de calci - Ca(OH)₂
- Hidròxid de ferro(II) - Fe(OH)₂
- Hidròxid de ferro(III) - Fe(OH)₃
- Hidròxid de sodi - NaOH
- Histidina - NH₂CH(C₄H₅N₂)COOH

## M
- Metà - CH₄
- Metanol - CH₃OH
- Monòxid de carboni - CO

## O
- Òxid de ferro(III) - Fe₂O₃
- Òxid nítric - NO
- Ozó - O₃

## P
- Peròxid d'hidrogen - H₂O₂
- Propà - C₃H₈

## T
- Tirosina - C9O₃H11N

## U
- Urea - CO(NH₂)₂